# Corynosoma wegeneri
Corynosoma wegeneri är en hakmaskart som beskrevs av Jürgen Heinze 1934. Corynosoma wegeneri ingår i släktet Corynosoma, och familjen Polymorphidae. Inga underarter finns listade.